# Buriaci
Buriaci (buriacki ᠪᠣᠷᠢᠶᠠᠳ, Буряадууд; mong. Буриад; ros. Буряты) – naród mongolski, zamieszkujący południową Syberię. Całkowitą populację Buriatów szacuje się od około 500 tys. do 690 tys. osób (2010), przez co stanowią najliczniejszy naród autochtoniczny tej części Azji. Posługują się językiem buriackim, należącym do rodziny mongolskiej, rozpowszechniony wśród nich jest także mongolski i rosyjski. Przed 1931 używali pisma mongolskiego, w 1931–1939 alfabetu łacińskiego, a od 1939 używają zmodyfikowanej cyrylicy.
Zamieszkują północną Azję w pobliżu jeziora Bajkał, głównie w rosyjskiej Buriacji, gdzie stanowią około 30% populacji, oraz w Ust-Ordyńsko-Buriackim Okręgu Autonomicznym i Agińsko-Buriackim Okręgu Autonomicznym, a także na ościennych terenach Rosji. Ogólna liczba Buriatów w Federacji Rosyjskiej wynosi około 460 tys. (wg wyników spisu powszechnego z 2002 roku: 445 175 osób). Poza tym naród ten żyje w Mongolii (około 40 tys.) i na północnym wschodzie Chin (około 65 tys.).

## Demografia
Dla poł. XVII w. całkowitą liczbę Buriatów szacuje się na około 77 tys. osób. Radzieccy etnografowie przyjęli, że liczebność plemion mongolskich zamieszkujących rejon Bajkału w pierwszych dekadach XVII w. oscyluje wokół 50–60 tys. osób. Przybliżona liczebność Buriatów w tym okresie jest obecnie szacowana między 550 tys. a 690 tys. osób. Według spisu powszechnego, przeprowadzonego w Imperium Rosyjskim w 1897, buriacki jako swój język rodzimy wskazało 288 663 osób. Według ostatniego spisu powszechnego, przeprowadzonego w Rosji w 2010, liczba Buriatów wyniosła 461 389 osób. Buriaci zamieszkują głównie rejon Bajkału: Buriację (286 839 osób), ob. irkucki (77 667 osób, w tym w Buriacji Ust-Ordyńskiej 54 tys.) – w Zabajkalu (73 941 osób, w tym w Buriacji Agińskiej 50 125). Buriaci zwartą grupą zamieszkują również Jakucję (7 011 osób). Największymi skupiskami wewnętrznej diaspory buriackiej w Rosji są: Moskwa, Petersburg, Nowosybirsk i Tomsk.
| Obszar                        | Obszar                        | 1926        | 1939      | 1959      | 1970      | 1979      | 1989      | 2002        | 2010        |
| ----------------------------- | ----------------------------- | ----------- | --------- | --------- | --------- | --------- | --------- | ----------- | ----------- |
| ZSRR / kraje b. ZSRR (ogółem) | ZSRR / kraje b. ZSRR (ogółem) | 237 501     | ↘ 224 719 | ↗ 252 959 | ↗ 314 671 | ↗ 352 646 | ↗ 421 380 | brak danych | brak danych |
| RFSRR / Rosja                 | RFSRR / Rosja                 | 237 494     | ↘ 220 654 | ↗ 251 504 | ↗ 312 847 | ↗ 349 760 | ↗ 417 425 | ↗ 445 175   | ↗ 461 389   |
| (w tym):                      | Buriacja (do 1992 BASRR)      | 214 957     | ↘ 116 382 | ↗ 135 798 | ↗ 178 660 | ↗ 206 860 | ↗ 249 525 | ↗ 272 910   | ↗ 286 839   |
| (w tym):                      | ob. Czyta / Zabajkale         | brak danych | 33 367    | ↗ 39 956  | ↗ 51 629  | ↗ 56 503  | ↗ 66 635  | ↗ 70 457    | ↗ 73 941    |
| (w tym):                      | ob. Irkuck                    | brak danych | 64 072    | ↗ 70 529  | ↗ 73 336  | ↘ 71 124  | ↗ 77 330  | ↗ 80 565    | ↘ 77 667    |

| Obszar                                          | Liczba Buriatów | Języki używane przez Buriatów | Języki używane przez Buriatów | Języki używane przez Buriatów | Języki używane przez Buriatów | Języki używane przez Buriatów | Języki używane przez Buriatów |
| Obszar                                          | Liczba Buriatów | buriacki                      | buriacki                      | rosyjski                      | rosyjski                      | inne                          | inne                          |
| Obszar                                          | Liczba Buriatów | Liczba                        | %                             | Liczba                        | %                             | Liczba                        | %                             |
| ----------------------------------------------- | --------------- | ----------------------------- | ----------------------------- | ----------------------------- | ----------------------------- | ----------------------------- | ----------------------------- |
| Buriacja                                        | 249 525         | 223 074                       | 89,40                         | 26 347                        | 10,56                         | 104                           | 0,04                          |
| Obwód irkucki                                   | 77 330          | 62 605                        | 80,96                         | 14 681                        | 18,98                         | 44                            | 0,06                          |
| w tym: Ust-Ordyńsko-Buriacki Okręg Autonomiczny | 49 298          | 44 352                        | 89,97                         | 4 932                         | 10,00                         | 14                            | 0,03                          |
| Obwód czytyjski                                 | 66 625          | 61 616                        | 92,48                         | 4 950                         | 7,43                          | 59                            | 0,09                          |
| w tym: Agińsko-Buriacki Okręg Autonomiczny      | 42 362          | 41 669                        | 98,36                         | 656                           | 1,55                          | 37                            | 0,09                          |

### Chiny
Liczbę Buriatów w Chińskiej Republice Ludowej szacuje się od około 70 tys. do 169 tys. osób. Zamieszkują głównie północno-wschodnie rejony państwa, tj. północno-zachodnią Mandżurię i północno-wschodnią Mongolię Wewnętrzną. Historycznie i najliczniej chińscy Buriaci zamieszkują Bargę, położoną w zachodniej części miasta-prowincji Hulun-Buir i północno-wschodniej Mongolii Wewnętrznej. Populacja składa się z około 90–60 tys. osób wywodzących się z tradycyjnych etnosów buriackich (Chen-Qi, Khoshun Shine-Yutsi, Shine-Zotsi) i około 7 tys. Buriatów innego pochodzenia. Oficjalny spis ludności w Chińskiej Republice Ludowej klasyfikuje Buriatów jako Mongołów, co utrudnia poprawne oszacowanie ich liczebności. Według spisu powszechnego, przeprowadzonego w 1982, liczba osób posługująca się językiem buriackim wyniosła 65 tys. (47 tys. osób wskazało za swój język rodzimy nowoburiacki, 14 tys. – staroburiacki i 4,5 tys. – agiński).

### Mongolia
W 2010 liczebność Buriatów w Mongolii wyniosła 48 074 osób, w tym 45 087 osób zamieszkuje obszar historycznie związany z Buriacją, ajmaki wschodni, chentejski, selengijski, bulgański, chubsugalski. Ten sam spis uwzględnił Bargutów, jako odrębny etnos, wskazując ich liczbę na 2989 osób.

## Historia
Najprawdopodobniej przodkami współczesnych Buriatów są Kurykanie, którzy należeli do związku plemiennego Gaoczów, wywodzących się z Dinlingów. Pierwsze wzmianki o Dinlingach pojawiają się w źródłach z IV–III w. p.n.e. Buryjadzi występują jako jeden z ludów zamieszkujących leśne terytoria północy w Tajnej historii Mongołów (około 1240). Wspomniani są oni w kontekście wyprawy Dżocziego, najstarszego syna Czyngis-chana, który miał na celu podbić Buriację (1207). W XIII w. Buriaci zamieszkiwali obszar doliny i dorzecza Angary. Jedna z grup buriackich, Barguci, zajęli w tym czasie znaczne terytorium od zachodniego brzegu Bajkału aż po dolinę Barguzinu w północnej Buriacji. Z kolei związani z nimi Tumiedzi zajęli ziemie wzdłuż biegu Arygu u Chubsugułu i doliny Angary. W 1217 wybuchło powstanie Tumiedów. Było ono odpowiedzią na nadużycie władzy namiestnika Czyngis-chana, który przyjął na swój dwór 30 dziewic buriackich. Powstańcy ponieśli klęskę w decydującej bitwie, w której wojskami mongolskimi dowodził Dorbej zw. Dzikim, lojalny Dorwet. Dopiero pod koniec XIV w. Buriaci dołączyli do Ojratów, podważając tym pełnię władzy, jaką w okresie północnej dynasii Yuan stanowili w imperium mongolskim Chałchasi.
Tereny Buriacji były objęte niepodzielnym panowaniem Chanatu Mongolskiego aż do XVII w. Kiedy Rosja rozszerzała swoje terytorium na obszar Zabajkala, w 1609 kozacy napotkali tu Buriatów, płacących trybut Chałchasom. Pomimo podległości chanom mongolskim byli wystarczająco silni, aby podporządkować sobie Ketów, Samojedów znad Kanu oraz Ewenków znad dolnej Angary, którzy złożyli im hołd najpóźniej w początkach XVII w. Buriaci posługiwali się w tym okresie bliżej nieokreślonymi językami turkijsko-tunguskimi. W tym czasie następuje proces irredentyzacji ludów buriacko-mongolskich (m.in. Baladżadów, Choriatów, Chondżudorów), które zasymilowały również etnosy innego pochodzenia (Tunguzów) oraz częściowo Chałchasów i Ojratów. Choriaci rozszerzyli swoje terytoria na wschód od zajmowanej wcześniej Barguzji, sięgając koryta Argunu i łuku Wielkiego Chinganu. Około 1595 zostali oni stamtąd wyparci przez Dagurów. W 1631 Buriaci stawili pierwszy zbrojny opór przed napływem Rosjan do Syberii, atakując założony przez nich Brack. W 1643 Rosjanie dotarli do Bajkału, stopniowo wypierając Buriatów. Terytorium Buriacji zostało formalnie przyłączone do państwa rosyjskiego traktatami z 1689 (Nerczyńsk) i 1727, kończącymi konflikt z Chinami.
Ostatni etap etnogenezy Buriatów odbył się już w warunkach państwa rosyjskiego. Od XVII do XX w. liczebność Buriatów wzrosła z 77 tys. do 300 tys.

## Gospodarka

### Hodowla
Do czasu aneksji terytoriów bajkalskich do Rosji podstawą gospodarki buriackiej był wypas bydła. W regionie przedbajkalskim był prowadzony wypas koczowniczy, zaś na Zabajkalu również wypas leśny. Układ ten utrzymywał się do początku XX w. Większość Buriatów hodowało cztery rodzaje zwierząt: konie, bydło rogate, owce i kozy. Na terytoriach pustynnych i półpustynnych na pograniczu mongolskim hodowano przeważnie wielbłądy. Ciepłymi porami roku bydło wypasano, nie zapędzając go do gospodarstw. Zimą zaś trzymano je w zagrodach blisko jurt. Bydło trzymano w zagrodach, aby chronić je przed drapieżnikami. Zimą nierzadko było wprowadzane do gospodarskiej jurty. W długich miesiącach zimowych karmiono je sianem. Dla tego celu prowadzono specjalną uprawę pól, zwanych utug, który przynosił stosunkowo wysoki plon soczystej trawy.
Szczególnie ważną rolę w gospodarce hodowlanej Buriatów odgrywały konie, które wykorzystywano do większości prac, zarówno na roli, jak i w warsztatach rzemieślniczych oraz oczywiście transportu (przy czym ludzie podróżowali zawsze wierzchem). Chów koni dostarczał również produktów żywnościowych: mięsa. Wiele surowców wykorzystywanych w rzemiośle pochodziło z wyprawionej tuszy końskiej. Włosia używano do wyrobu lin, sieci i szczotek, zaś skórę wykorzystywano w produkcji garbarskiej. Równie wszechstronne było wykorzystanie hodowlane owiec. Od nich pochodziło mleko, a w tradycyjnym pożywieniu Buriatów znajdowała się również baranina i jagnięcina. Jednak podstawowym celem chowu owiec była wełna, z której wyrabiano dzianiny i sukno samodziałowe. Także surowce pochodzenia owczego były wykorzystywane w skórnictwie. Podstawowym celem hodowli krów był ich udój i uzyskiwanie mleka, w mniejszym stopniu również mięsa.

### Rolnictwo
Wraz z hodowlą bydła Buriaci wprowadzili uprawę ziemi. Do XIX w. utrzymywał się podział na dwa typy gospodarowania: gospodarkę wypaleniskową w żyznych dolinach rzecznych (głównie u Alarów i Idinów) oraz uprawa ograniczająca się do utugów w rejonach stepowych. Utugi nie wymagały dużych nakładów pracy, polegały na nawożeniu traw stepowych i zbieraniu wyrosłych na nawozie traw. Jednak pomimo prostego gospodarowania taką uprawą, przynosiła ona niski plon z powodu panujących silnych wiatrów i niskich temperatur. Do upraw zbóż preferowano tereny górzyste i zalesione, które następnie karczowano. Wysokie koszty wypalania lasów pod uprawę, spowodowały, że ich właścicielami byli jedynie najzamożniejsi Buriaci. Siali żyto i mniej popularny owies, orkisz i jęczmień. W nielicznych dużych uprawach wysiewano również proso i grykę. Praca na roli w Buriacji jest znacznie uzależniona od klimatu, który pozwala uprawiać ziemię między początkiem maja a przełomem sierpnia i wczesnych dni września. Do przybycia Rosjan używali do tego celu motyk. W XVII w., pod wpływem Rosjan, zaczęto stosować w rolnictwie brony i pługi, do których zaprzęgnięto konie. Do żęcia używano sierpów, wypartych przez kosy w XX w. Ścięte łodygi ubijano cepami, a słomę oddzielano za pomocą wachlowania albo przerzucając ją przez sito. Z uzyskanego ziarna wyrabiano kasze, ubijając ją w stępie oraz mąkę, ucieraną na żarnach. Pod wpływem Rosjan, Buriaci wprowadzili do gospodarki rolnej pielenie zagonów, nawadnianie ziemi i nawożenie jej obornikiem. Również od Rosjan przejmując ostatecznie w XX w. pług żelazny Buriaci zaczęli uprawiać ziemię na większą skalę.

### Rzemiosło
Głównym zajęciem rzemieślniczym w tradycyjnej gospodarce Buriatów było kowalstwo. Produkty metalowe, zwłaszcza wśród Darchatów, stały na wysokim poziomie jakościowym. Zawód kowala był dziedziczny, niekiedy również szamani wykonywali jednocześnie prace związane z obróbką metali. Buriaci rozróżniali dwa typy kowali: białych – wykonujących produkty z metali nieżelaznych – i czarnych – kowali żelaznych. Wskazuje to, że Buriaci mieli wśród swoich rzemieślników również złotników. Biali kowale wykonywali głównie biżuterię, puchary oraz elementy zbroi. Kowale wytwarzali broń myśliwską i wojenną (groty strzał, noże, włócznie, topory, hełmy i zbroje), narzędzia gospodarstwa domowego (szczególnie kotły zwane tagan), rolnicze i rzemieślnicze. Kowale realizowali najczęściej zamówienia na wykonanie podków, wędek, strzemion oraz okuć uprzęży. Jakość produktów kowali i złotników buriackich była porównywalna do produktów dagestańskich i damasceńskich.
Obok rzemieślników metalowych Buriaci wyspecjalizowali się również w innych zawodach rzemieślniczych. Wśród nich znaleźli się rymarze, tokarze i snycerzy, szewcy, fajkarze oraz siodlarze. Rozwinęło się również szkutnictwo. Szczególnie wysoki poziom estetyczny swoich produktów wypracowali fajkarze. Ich produkty wykonane z brzozowych korzeni były bogato zdobione kamieniami, metalami szlachetnymi i kośćmi. Biedniejsze egzemplarze były misternie rzeźbione. Siodlarze z kolei produkowali dwa rodzaje siodeł, inne dla mężczyzn, inne dla kobiet – mniejsze i zdobione z przepychem.

## Obyczaje
Do XIX wieku Buriaci wiedli koczowniczy tryb życia, następnie przeszli do życia osiadłego. Zachodni Buriaci wyznają szamanizm, Buriaci w Kraju Zabajkalskim również lamaizm, ponadto niewielka liczba Buriatów wyznaje prawosławie. W systemie wierzeń buriackich najwyższą istotą jest Wielkie Błękitne Niebo, obok którego funkcjonuje panteon bóstw, przypominający grecki. Szamanizm zakłada kultywowanie miejsc świętych, za które uznawano góry, las, rzeki. W religii buriackiej szamani, powołani do swojej roli przez duchy, pełnią rolę łącznika między światem ziemskim i duchowym. Szamanem można zostać przez rytuał namaszczenia i dziewięć kolejnych stopni wtajemniczenia, konieczna jest także znajomość buriackiego jako języka obrzędowego. Od 2000 roku, po około stu latach przerwy, u podnóża góry Jordy odbywają się Igrzyska Jordyńskie.
Buriaci posiadali rozwiniętą wiedzę w zakresie lecznictwa. Znali wiele sposobów radzenia sobie z grypą i wieloma chorobami wewnętrznymi zarówno ludzi, jak i zwierząt. Jednak byli bezsilni wobec bardzo niebezpiecznych chorób zakaźnych, takich jak dżuma, wąglik, pryszczyca i nosacizny. Spowodowało to, że często stosowali różne zabiegi magiczne o znaczeniu ceremoniału religijnego. Przeprowadzali rytuały oczyszczenia bydła ogniem oraz poświęcanie zwierząt, zarówno poprzez krwawą ofiarę, jak i później (w nurtach lamajskim i chrześcijańskim) pokropienie wodą.